# 956 (číslo)
Devět set padesát šest je přirozené číslo. Římskými číslicemi se zapisuje CMLVI a řeckými číslicemi ϡνϝ´ nebo ϡνϛ´. Následuje po čísle devět set padesát pět a předchází číslu devět set padesát sedm.

## Matematika
956 je:
- Deficientní číslo
- Složené číslo
- Nešťastné číslo

## Astronomie
- (956) Elisa je planetka hlavního pásu, kterou objevil v roce 1921 Karl Wilhelm Reinmuth
- NGC 956 je otevřená hvězdokupa v souhvězdí Andromedy

## Roky
- 956
- 956 př. n. l.